# Haworthia monticola var. asema

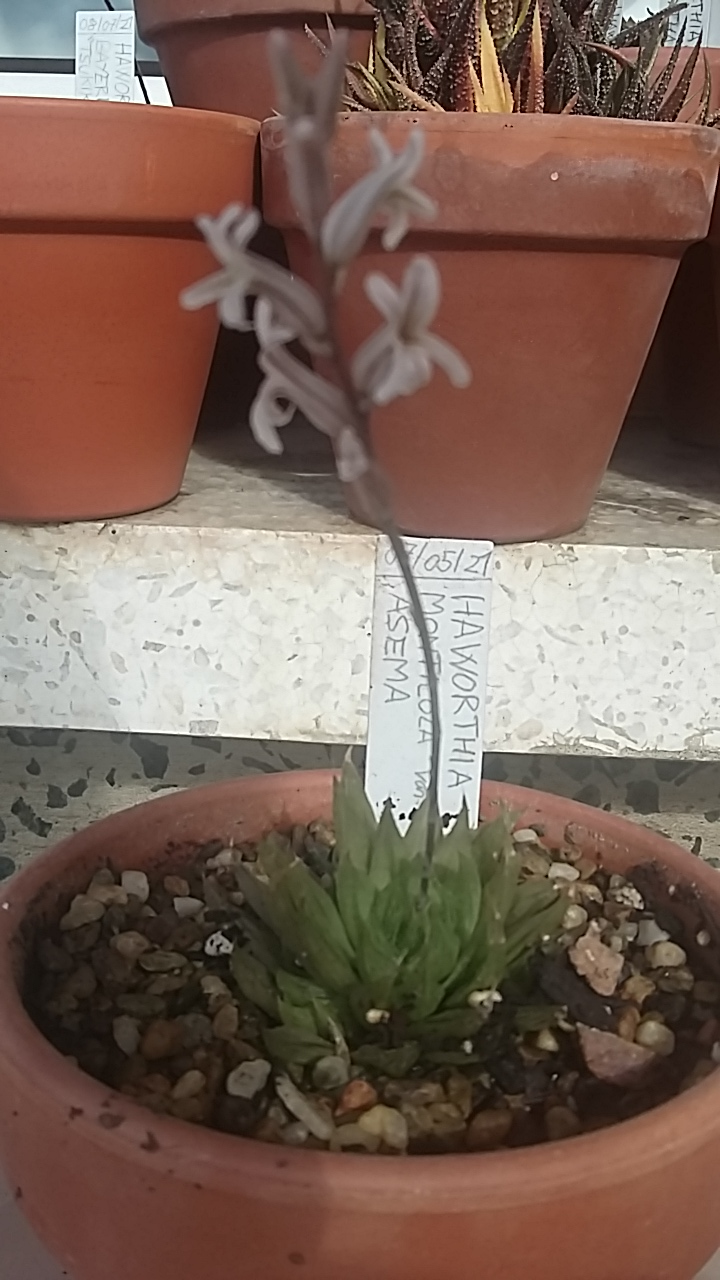
Inflorescència de Haworthia monticola var. asema

Haworthia monticola var. asema és una varietat de Haworthia monticola del gènere Haworthia de la subfamília de les asfodelòidies.

## Descripció
Haworthia monticola var. asema és una planta suculenta perennifòlia amb fulles més suaus, més erectes, generalment més curtes, més uniformement gris verdoses, i floreix molt abans que Haworthia monticola. No té relacions clares amb H. monticola ni amb cap altra espècie. El sistema radicular és menys ramificat, les arrels són molt més suculentes, floreix molt abans i els fillols es desprenen d'una forma més ràpida de la planta mare. Té una única tija amb una única inflorescència que fa fins a 13 cm de llargada i amb poques flors en forma tubular de color blanc i amb franges longitudinals de cada flor de color grisenc.

## Distribució
Aquesta varietat creix a la província sud-africana del Cap Oriental, concretament se la coneix a dues localitats al nord-est de Calitzdorp.

## Taxonomia
Haworthia monticola var. asema va ser descrita per M.B.Bayer i publicat a Haworthia Revisited: 117, a l'any 1999.
Etimologia
Haworthia: nom en honor del botànic britànic Adrian Hardy Haworth (1767-1833).
monticola: epítet llatí que significa "muntanya petita".
var. asema: epítet llatí que significa "sense marques distintives".
Sinonímia
- Haworthia asema (M.B.Bayer) M.Hayashi, Haworthia Study 3: 13 (2000).[6]